# دیروزهای ما
دیروزهای ما (به ایتالیایی: Tutti i nostri ieri) رمانی است نوشته ناتالیا گینزبرگ، نویسنده ایتالیایی، که در سال ۱۹۵۲ میلادی به چاپ رسید و جایزه بین‌المللی ویلون (Veillon) را از آن خود کرد. این مجموعه در ایران به سال ۱۳۸۸ خورشیدی توسط انتشارات کتاب خورشید به ترجمه منوچهر افسری به چاپ رسید.

## زمینه
قهرمانان اصلی داستان خانواده‌ای از طبقه متوسط در زمان جنگ جهانی دوم است. نویسنده تم رمان دیروزهای ما را مصایب واردشده از این جنگ بر مردم عادی قرار داده و به‌خصوص وضعیت دوگانه مردم ایتالیا را بین گرایش خود به پیروزی متفین و خاتمه جنگ از یک سو و درگیری ایتالیا به عنوان متحد آلمان در جبهه متحدین از سوی دیگر، به تصویر می‌کشد.
به نظر می‌رسد برخی اشخاص و مکان‌ها در این کتاب از شهر تورینو، زادگاه خانوادگی وی، الهام گرفته شده است؛ از جمله کارخانه صابون‌سازی که اشاره‌ای به کارخانه‌های خوردوسازی فیات یا شخصیت‌هایی چون چزاره پاوزه، ایتالو کالوینو، ماسیو میلا و الیو ویتتورینی، که بارها با نام‌های مستعار در نوشته‌های وی ظاهر شده‌اند. (برداشت از مقدمه «دیروزهای ما» )

## شخصیت‌ها
نام شخصیت‌های اصلی داستان به ترتیب الفبا.
- آنّا - دختر کوچک و زشت خانواده
- آمالیا - دختر سرخ‌موی همسایه از همسر اول پیرمرد، خواهر امانوئل و جوما (پدر مشترک)
- امانوئل - پسر بزرگ همسایه، دوست ایپّولیتو
- ایپّولیتو - پسر بزرگ خانواده، که به تروخشک کردن پدر می‌پردازد
- بانو مارکز - زن پول‌دار و خسیس دهکده
- پدر - پدر خانواده، که مشغول نوشتن خاطراتش در قابل کتابی به نام «در پیشگاه حقیقت» است
- جوستینو - پسر کوچک خانواده، که چندان تن به مسئولیت‌های خانوادگی نمی‌دهد
- جوزپه بزرگر - هم‌روستایی و دوست چنزو رنا
- جوما - پسر کوچک و مغرور همسایه، برادر امانوئل
- چنزو رنا - دوست دیرین پدر و با ظاهر و شیوه زندگی‌ای که برای خانواده غریب است
- دانیلو - خاطرخواه کونچّتینا، دوست ایپّولیتو، که بعدها به جرگه فعالان سیاسی می‌پیوندد
- سرکار استوار - پلیس روستا
- سیلوانا - کودک آنا
- فرانس - همسر آمالیا و معشوقه زن همسایه (مادر امانوئل و جوما)
- کونچّتینا - دختر بزرگ خانواده، که خواستاران زیادی دارد
- ماسکیونا - کلفت چنزو رنا
- ننه ماریا - ندیمه مادربزرگ که پس از مرگ مادربزرگ، حس بزرگتری خانواده را می‌کند.